# 杯度

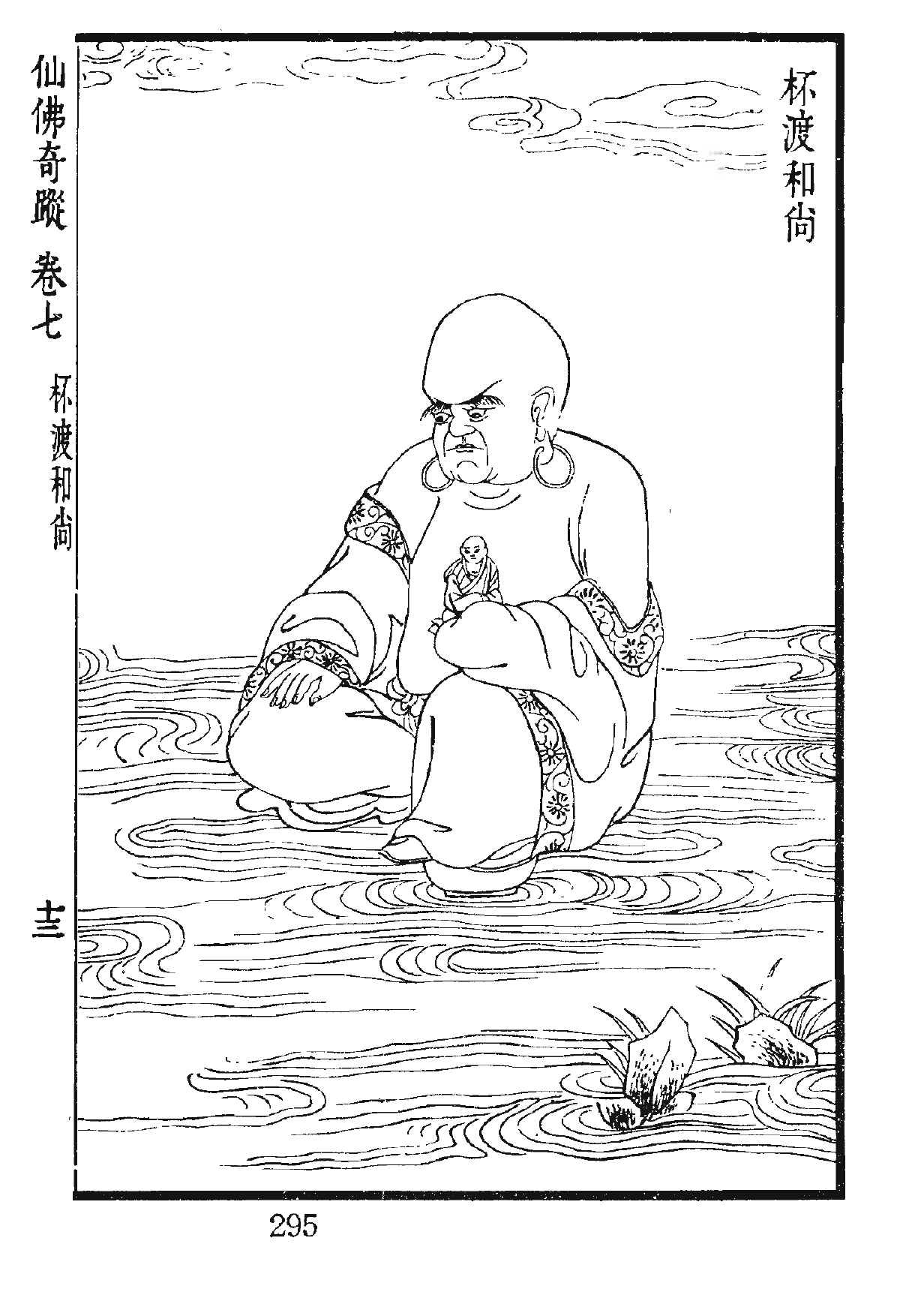
杯度

杯度（はいど、生没年不詳）は、中国の東晋より南朝宋にかけていたという神異・風狂の僧。
杯度とは、彼が木の杯を河水に浮かべ、それに乗って渡（度に通ず）河したことによる俗称であり、俗名はおろか、僧名も詳らかではない。

## 行跡
南朝梁の慧皎の『高僧伝』巻10には「宋京師杯度伝」として立伝され、数々の俗間における神異の行跡が記録されている。
初めて北方から都の建康の近郊に現われた時は、年恰好が40歳位であって、索を帯にし、襤褸をまとった姿は殆ど半裸であったという。その言動は不可解なもので、喜怒哀楽の差が激しかった。ある時は結氷した川面で沐浴を行い、ある時は履をはいたままベッドに上がり、裸足で往来を行き市場に出入りしたという。背には葦製の籠一つを背負って他には何も持っていなかった。また、後趙の国師となった西域渡来の僧で、『高僧伝』巻9の「神異篇」筆頭に記される仏図澄の持律堅固な生活とは対照的に、杯度の場合は、持斎に関しては鷹揚な態度で、酒を飲み肉を食べることを厭わず、葷辛に関しても遠ざけることがなかったという。
その最期も、『高僧伝』では広州や交州の方面に向かうという杯度自身の言葉を最後に不詳としており、その直前には、元嘉5年（428年）の尸解に類した逸話を収録している。